# غریب‌آباد شفیع محمد
غریب‌آباد شفیع محمد، روستایی از توابع بخش مرکزی شهرستان خاش در استان سیستان و بلوچستان ایران است.

## جمعیت
این روستا در دهستان کوه سفید قرار دارد و براساس سرشماری مرکز آمار ایران در سال ۱۳۹۵، جمعیت آن ۷۱ نفر (۲۴ خانوار) بوده‌است.